# Symmerus annulatus
Symmerus annulatus is een muggensoort uit de familie van de Ditomyiidae. De wetenschappelijke naam van de soort is voor het eerst geldig gepubliceerd in 1830 door Meigen.